# Naturschutzgebiet Drewer Steinbrüche

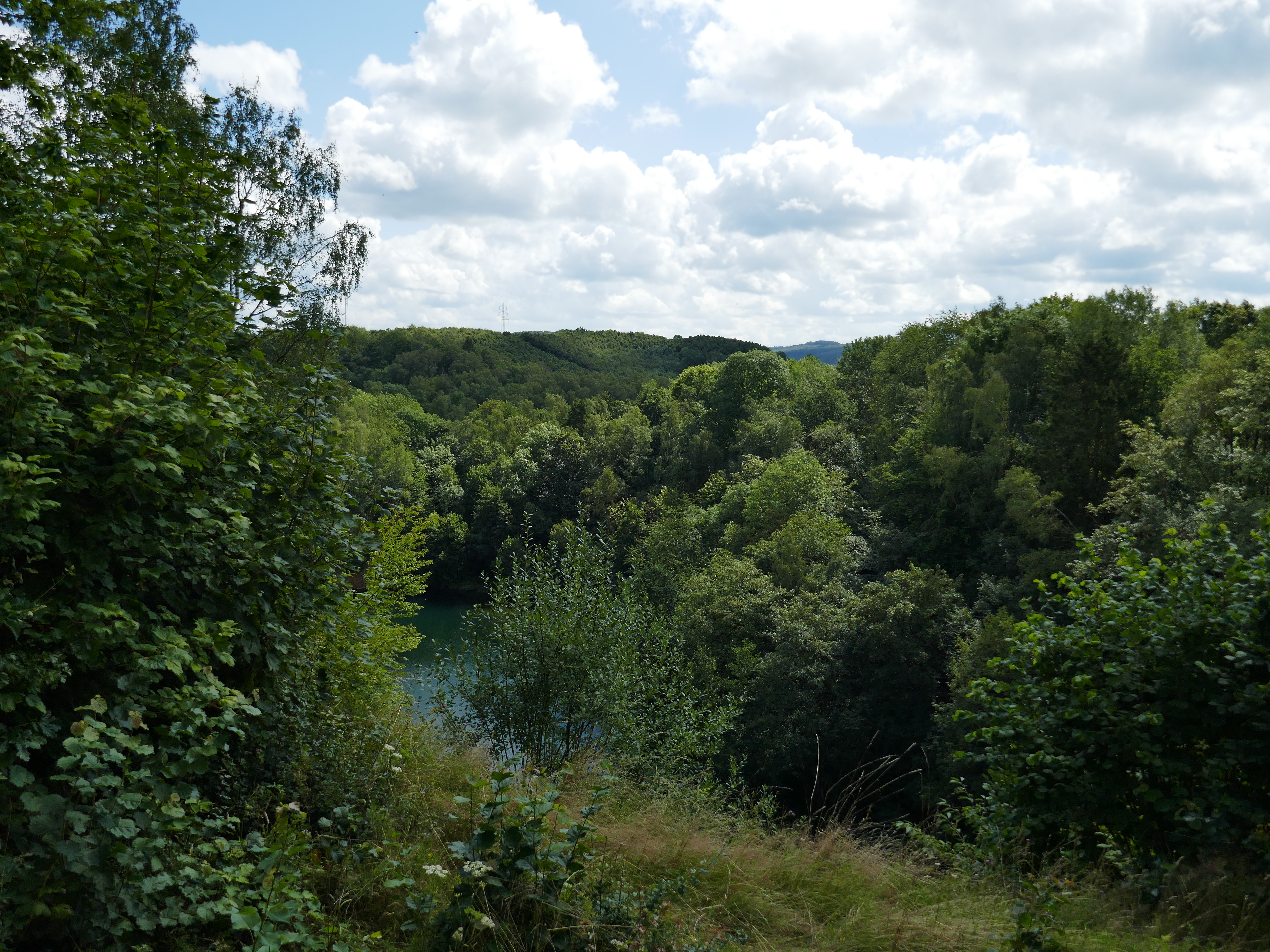
Westliche Teilfläche

Das Naturschutzgebiet Drewer Steinbrüche ist ein 9,7 ha großes Naturschutzgebiet (NSG) südwestlich von Drewer im Stadtgebiet von Rüthen und im Stadtgebiet von Warstein im Kreis Soest in Nordrhein-Westfalen. Das Gebiet wurde 1997 von der Bezirksregierung Arnsberg per Verordnung als NSG ausgewiesen. Das NSG besteht aus zwei Teilflächen. Die westliche Teilfläche gehört zu Warstein. Das NSG wird durch die Kreisstraße K 76 und die Bahnlinie geteilt.

## Gebietsbeschreibung
Bei dem NSG handelt es sich um aufgelassene Steinbruchbereiche. Die Steinbruchwände sind bis zu 20 m hoch und kaum bewachsen. Im westlichen Steinbruch befindet sich ein See von etwa 8000 m² Fläche auf der Bruchsohle. Die Halden am Steinbruch sind weitgehend verbuscht, nur im Westen liegt zwischen Hecken Brachland. Der östliche Steinbruch umfasst  Felsabhänge, bewachsenen und unbewachsenen Schutthalden, Halbtrockenrasen, quellig durchsickerten Flächen, weitgehend bewaldeten Bereichen und einer von Gebüschen umgebenen Grünlandfläche.
Im NSG brüten Uhu und Dohle. Auch Fledermäuse und Amphibien wurden nachgewiesen.

## Pflanzenarten im NSG
Auswahl vom Landesamt für Natur, Umwelt und Verbraucherschutz Nordrhein-Westfalen dokumentierter Pflanzenarten im Gebiet: Acker-Witwenblume, Bachbunge, Breitblättriger Thymian, Echtes Johanniskraut, Echtes Labkraut, Fieder-Zwenke, Gamander-Ehrenpreis, Gewöhnliche Pestwurz, Gewöhnlicher Natternkopf, Kleiner Odermennig, Kleines Habichtskraut, Oregano, Rundblättrige Glockenblume, Ruprechtskraut, Wasserdost, Wiesen-Labkraut, Wiesen-Margerite, Wilde Möhre und Zottiges Weidenröschen.